# Lundakarnevalen 1994
Lundakarnevalen 1994 ägde rum den 19–21 maj 1994 under temat "Berg och dal-karneval". Karnevalsgeneral var Pontus Bodelsson.
Karnevalsspexet hette George Washington. Karnevalsfilmen hette Angst. Den handlar om ett monster (Angst) som symboliserar människornas ångest. Lunds borgare lyckas tillfångata monstret någon gång på 1800-talet, men en galen professor släpper honom fri 1930. Det var den blivande Hipp Hipp-duon Anders Jansson och Johan Wester som låg bakom filmen. Jansson regisserade.
En uppmärksammad comeback gjorde lösnummerrevyn Ueberbrett'l, känd från Vårfesten 1902 och Lundakarnevalen 1904. Denna gång fick man dock klara sig utan stjärnan i de tidigare föreställningarna, Sam Ask.
Ueberbrett'l anno 1994 utmärkte sig bland annat med nummer som "Jonnie Wein und die Schwarzwalder Hilla-Billies" (Western-Quodlibet auf gutem Deutsch), "Weissich Frankfurts entré" (Tysklands svar på Whitney Houston) samt "Zeppelinarvals" (Munter melodi om fortskaffningens vedermödor) och utsågs efter karnevalen till Bästa smånöje. Inspelning från karnevalen av nämnda sånger släpptes på skiva 1998 – förmodligen en av världens sist producerade 78-varvare.
Årets affisch gjordes av Jonas Elding, som sedan även gjorde 1998 års affisch.